# Comuna de Biłgoraj
Biłgoraj (polaco: Gmina Biłgoraj) é uma gminy (comuna) na Polónia, na voivodia de Lublin e no condado de Biłgorajski.
De acordo com os censos de 2006, a comuna tem 12.566 habitantes, com uma densidade 48 hab/km².

## Área
Estende-se por uma área de 262,64 km², incluindo:
- área agricola: 35%
- área florestal: 59%

## Demografia
Dados de 30 de Junho 2004:
|                      | Total   | Total | Mulheres | Mulheres | Homens  | Homens |
| -------------------- | ------- | ----- | -------- | -------- | ------- | ------ |
|                      | pessoas | %     | pessoas  | %        | pessoas | %      |
| População            | 12 537  | 100   | 6309     | 50,3     | 6228    | 49,7   |
| Densidade (pop./km²) | 48      | 100   | 24,1     | 24,1     | 23,8    | 23,8   |

De acordo com dados de 2002, o rendimento médio per capita ascendia a 1160 zł.

## Subdivisões
- Andrzejówka, Brodziaki, Bukowa, Ciosmy, Dąbrowica, Dereźnia Solska, Dereźnia-Zagrody, Dyle, Gromada, Hedwiżyn, Ignatówka, Kajetanówka, Korczów, Korytków Duży, Majdan Gromadzki, Nadrzecze, Nowy Bidaczów, Okrągłe, Rapy Dylańskie, Ruda Solska, Smólsko Małe, Smólsko Duże, Sól Druga, Sól Pierwsza, Stary Bidaczów, Wola Dereźniańska, Wola Duża-Wola Mała, Wolaniny.

## Comunas vizinhas
- Aleksandrów, Biłgoraj, Biszcza, Dzwola, Frampol, Harasiuki, Księżpol, Radecznica, Tereszpol